# 7082 La Serena
7082 La Serena (1987 YL1) là một tiểu hành tinh vành đai chính được phát hiện ngày 17 tháng 12 năm 1987 bởi E. W. Elst và G. Pizarro ở Đài thiên văn Nam Âu.